# Brassocattleya rubyi
Brassocattleya rubyi là một loài thực vật có hoa trong họ Lan. Loài này được Braga mô tả khoa học đầu tiên năm 1978.